# КЗС-9-1 «Славутич»
КЗС-9-1 «Славутич» — семейство украинских зерноуборочных комбайнов, разработанных в ГСКБ г.Таганрога и выпускаемых Херсонским машиностроительным заводом. Комбайны могут быть укомплектованы платформой-подборщиком, жатками для уборки кукурузы КМС-6 и КМС-8, жатками для уборки подсолнечника ПЗС-8 и ПЗС-12, а также приспособлением для уборки рапса ПЗР-6.

## История модели
В 1995 году изготовлены первые опытные зерноуборочные комбайны КЗС-9 «Славутич».
В 1996 году изготовлен опытный образец роторного зерноуборочного комбайна КЗСР-9 «Славутич».
В 1998 году начато промышленное производство самоходных зерноуборочных комбайнов КЗС-9-1 «Славутич».
В 2005 году изготовлен опытный образец самоходного зерноуборочного комбайна КЗС-9М-1 «Славутич» с трёхбарабанным молотильным агрегатом.
В 2006 году изготовлены опытные образцы приспособлений для уборки рапса ПЗР-6 жаток ЖЗС-6, ЖЗС-7 комбайна КЗС-9-1 «Славутич» и платформы-подборщика КЗС-9-1-20.000 к комбайнам КЗС- 9-1 «Славутич».

## Технические характеристики
- ￼двигатель — ЯМЗ-238АК
- Мощность двигателя  — 235 л. с.
- Ширина захвата жатки — от 6 до 8,6 м
- Пропускная способность молотилки — 9-11 кг/с
- Объём бункера — 6,7 м3